# CLAYMORE TV Animation O.S.T.
「CLAYMORE TV Animation O.S.T.」（クレイモア・テレビ・アニメーション・オリジナル・サウンドトラック）は、テレビアニメ『CLAYMORE』のサウンドトラックである。2007年7月25日にエイベックス・マーケティングからリリースされている。
作曲家・宅見将典による、全て劇伴とTVサイズのオープニング・テーマ、エンディング・テーマを収録している。 

## 曲目リスト
1. 銀眼の魔女 [2:43]
2. 大きな剣 [1:44]
3. 妖魔の掟 [2:21]
4. 砂漠と風 [1:45]
5. 斬り裂く者たち [2:20]
6. 恐ろしき布陣 [1:11]
7. 微笑のテレサ [1:52]
8. 哀しき宿命 [1:10]
9. 覚醒の鼓動 [1:25]
10. 精悍なる闘い [2:07]
11. 神秘と深淵 [1:40]
12. 呼びかける記憶 [2:39]
13. 北の地と白銀の王 [1:28]
14. 果てしなき旅路 [1:21]
15. 強靭な力 [1:19]
16. 荒野の落日 [1:35]
17. 心の傷跡 [2:17]
18. 憧憬 [1:46]
19. 街並み [1:34]
20. 田園と小川 [1:48]
21. 美しき狩人たち [1:36]
22. 妖しき者の宿命 [1:47]
23. 凶戦士 [1:56]
24. 覚醒への乱れ [1:06]
25. 壮絶な死闘 [1:44]
26. 選ばれし者 [1:49]
27. 遥かな道程 [1:05]
28. 愛しさとぬくもり [1:35]
29. 地平線の彼方 [1:59]
30. 石造りの家並み [1:42]
31. 人を想うこと [1:55]
32. 深き森の中で [1:56]
33. レゾンデートル(TV Sized) [1:03]
歌：ナイトメア
作詞・作曲：咲人 - 編曲：ナイトメア
テレビアニメ『CLAYMORE』オープニング・テーマ
34. 断罪の花 〜Guilty Sky〜(TV Sized) [1:10]
歌：小坂りゆ
作詞：小坂りゆ - 作曲：LOVE+HATE - 編曲：鳴瀬シュウヘイ、LOVE+HATE、中川幸太郎
テレビアニメ『CLAYMORE』エンディング・テーマ